# John Steen Olsen
John Steen Olsen (ur. 4 stycznia 1943 w Kopenhadze) – piłkarz duński grający na pozycji pomocnika. W swojej karierze rozegrał 17 meczów i strzelił 3 gole w reprezentacji Danii.

## Kariera klubowa
Swoją karierę piłkarską Olsen rozpoczął w klubie Hvidovre IF. W 1964 roku zadebiutował w jego barwach w duńskiej 2. division. Na koniec roku awansował z Hvidovre do 1. division. W 1966 roku wywalczył pierwsze w historii klubu mistrzostwo Danii. W 1968 roku odszedł do Boston Beacons ze Stanów Zjednoczonych, gdzie grał przez rok.
W 1969 roku Olsen został zawodnikiem holenderskiego DOS Utrecht. Zadebiutował w nim 18 stycznia 1970 w wygranym 2:1 wyjazdowym meczu z Telstarem i w debiucie zdobył gola. W zespole DOS występował do lata 1970. Wtedy też doszło do fuzji DOS, USV Elinkwijk i Veloxu, w związku z czym powstał klub FC Utrecht. W nim też Olsen występował przez kolejne trzy sezony.
W 1974 roku Olsen przeszedł do Feyenoordu. W Feyenoordzie swój debiut zanotował 1 września 1974 w wygranym 4:0 domowym meczu z Rodą JC Kerkrade. W Feyenoordzie grał do stycznia 1976. Następnie wrócił do FC Utrecht, w którym spędził rundę wiosenną sezonu 1975/1976.
Latem 1976 roku Olsen został zawodnikiem szwedzkiego IFK Malmö. W 1977 roku wrócił do Hvidovre IF, a w 1978 roku zakończył w nim swoją karierę sportową.
| Sezon   | Klub           | Kraj              | Rozgrywki   | Mecze | Bramki |
| ------- | -------------- | ----------------- | ----------- | ----- | ------ |
| 1964    | Hvidovre IF    | Dania             | 2. division | 20    | 5      |
| 1965    | Hvidovre IF    | Dania             | 1. division | 22    | 10     |
| 1966    | Hvidovre IF    | Dania             | 1. division | 19    | 4      |
| 1967    | Hvidovre IF    | Dania             | 1. division | ?     | ?      |
| 1968    | Boston Beacons | Stany Zjednoczone | NASL        | 15    | 2      |
| 1969/70 | DOS Utrecht    | Holandia          | Eredivisie  | 17    | 3      |
| 1970/71 | FC Utrecht     | Holandia          | Eredivisie  | 30    | 20     |
| 1971/72 | FC Utrecht     | Holandia          | Eredivisie  | 32    | 4      |
| 1972/73 | FC Utrecht     | Holandia          | Eredivisie  | 33    | 4      |
| 1973/74 | FC Utrecht     | Holandia          | Eredivisie  | 31    | 9      |
| 1974/75 | Feyenoord      | Holandia          | Eredivisie  | 11    | 2      |
| 1975/76 | Feyenoord      | Holandia          | Eredivisie  | 7     | 1      |
| 1975/76 | FC Utrecht     | Holandia          | Eredivisie  | 16    | 5      |
| 1976    | IFK Malmö      | Szwecja           | Superettan  | ?     | ?      |
| 1977    | IFK Malmö      | Szwecja           | Superettan  | 11    | 1      |
| 1977    | Hvidovre IF    | Dania             | 2. division | 27    | 4      |
| 1978    | Hvidovre IF    | Dania             | 2. division | 9     | 0      |

## Kariera reprezentacyjna
W reprezentacji Danii Olsen zadebiutował 30 maja 1966 roku w zremisowanym 0:0 towarzyskim meczu z Turcją, rozegranym w Kopenhadze. W swojej karierze grał m.in. w Mistrzostwach Nordyckich 1964/1967, eliminacjach do Euro 68 i do MŚ 1974. Od 1966 do 1973 roku rozegrał w kadrze narodowej 17 meczów i strzelił w nich 3 gole.
| Mecze i gole w reprezentacji | Mecze i gole w reprezentacji | Mecze i gole w reprezentacji | Mecze i gole w reprezentacji | Mecze i gole w reprezentacji | Mecze i gole w reprezentacji | Mecze i gole w reprezentacji    |
| #                            | Data                         | Stadion                      | Rywal                        | Wynik                        | Gol                          | Rozgrywki                       |
| 1966                         | 1966                         | 1966                         | 1966                         | 1966                         | 1966                         | 1966                            |
| ---------------------------- | ---------------------------- | ---------------------------- | ---------------------------- | ---------------------------- | ---------------------------- | ------------------------------- |
| 1.                           | 30.05.1966                   | Kopenhaga, Dania             | Turcja                       | 0:0                          | 0                            | towarzyski                      |
| 2.                           | 21.06.1966                   | Esbjerg, Dania               | Portugalia                   | 1:3                          | 0                            | towarzyski                      |
| 3.                           | 26.06.1966                   | Kopenhaga, Dania             | Norwegia                     | 0:1                          | 0                            | Mistrzostwa Nordyckie 1964/1967 |
| 4.                           | 03.07.1966                   | Kopenhaga, Dania             | Anglia                       | 0:2                          | 0                            | towarzyski                      |
| 5.                           | 30.11.1966                   | Rotterdam, Holandia          | Holandia                     | 0:2                          | 0                            | el. ME 1968                     |
| 1967                         |                              |                              |                              |                              |                              |                                 |
| 6.                           | 23.08.1967                   | Kopenhaga, Dania             | Islandia                     | 14:2                         | 2                            | towarzyski                      |
| 7.                           | 24.09.1967                   | Oslo, Norwegia               | Norwegia                     | 5:0                          | 0                            | Mistrzostwa Nordyckie 1964/1967 |
| 8.                           | 04.10.1967                   | Kopenhaga, Dania             | Holandia                     | 3:2                          | 0                            | el. ME 1968                     |
| 9.                           | 11.10.1967                   | Lipsk, NRD                   | NRD                          | 2:3                          | 0                            | el. ME 1968                     |
| 10.                          | 22.10.1967                   | Kopenhaga, Dania             | Finlandia                    | 3:0                          | 0                            | Mistrzostwa Nordyckie 1964/1967 |
| 1971                         |                              |                              |                              |                              |                              |                                 |
| 11.                          | 26.05.1971                   | Kopenhaga, Dania             | Belgia                       | 1:2                          | 0                            | el. ME 1972                     |
| 1972                         |                              |                              |                              |                              |                              |                                 |
| 12.                          | 04.10.1972                   | Kopenhaga, Dania             | Szwajcaria                   | 1:1                          | 1                            | towarzyski                      |
| 13.                          | 18.10.1972                   | Kopenhaga, Dania             | Szkocja                      | 1:4                          | 0                            | el. MŚ 1974                     |
| 14.                          | 15.11.1972                   | Glasgow, Szkocja             | Szkocja                      | 0:2                          | 0                            | el. MŚ 1974                     |
| 1973                         |                              |                              |                              |                              |                              |                                 |
| 15.                          | 26.04.1973                   | Kopenhaga, Dania             | Szwecja                      | 1:2                          | 0                            | towarzyski                      |
| 16.                          | 02.05.1973                   | Kopenhaga, Dania             | Czechosłowacja               | 1:1                          | 0                            | el. MŚ 1974                     |
| 17.                          | 21.11.1973                   | Paryż, Francja               | Francja                      | 0:3                          | 0                            | towarzyski                      |